# Phyllachora leeae
Phyllachora leeae är en svampart som beskrevs av Koord. 1907. Phyllachora leeae ingår i släktet Phyllachora och familjen Phyllachoraceae.   Inga underarter finns listade i Catalogue of Life.